# Notburga von Bühl

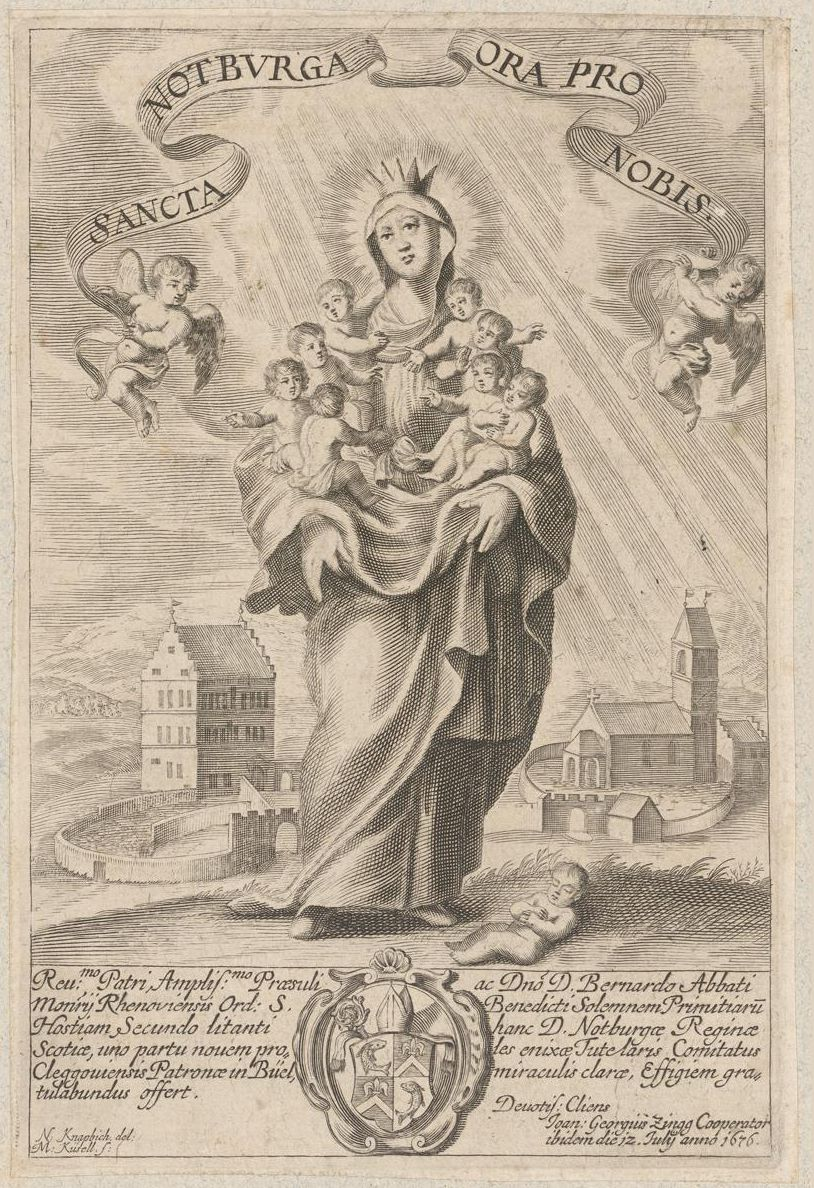
„Sancta Notburga ora pro nobis“ (dt.: „Heilige Notburga bete für uns“): Der Kupferstich aus dem Jahr 1676 zeigt die Heilige mit ihren neun Kindern

Notburga von Bühl (* 796 in Edinburgh; † 26. Januar 840 in Bühl) war nach der Legende eine schottische Königstochter, und ist Patronin des Klettgaus.

## Leben
Gemäß der Hagiographie bestieg sie 814 den Thron und heiratete 818 den schottischen Herzog Alboin. Nach der Erschlagung Alboins flüchtete sie und ließ sich in Bühl nieder, wo sie am 24. Juni 820 neun Kinder gebar. Das für die Taufe nötige Wasser sprudelte wundersam aus einem Felsen, worauf sie mit Hilfe des nahen Klosters Rheinau (heutiger Kanton Zürich) an dieser Stelle eine Herberge für Fremde, eine Schule und eine Kapelle errichtete. Hier steht heute die Pfarrkirche, erbaut 1707. Sie widmete sich der Erziehung der einheimischen Jugend und der Vertiefung des Glaubens im Klettgau. Im Gelübde zum Bau der Bergkapelle Erzingen wurde sie um Hilfe angefleht.

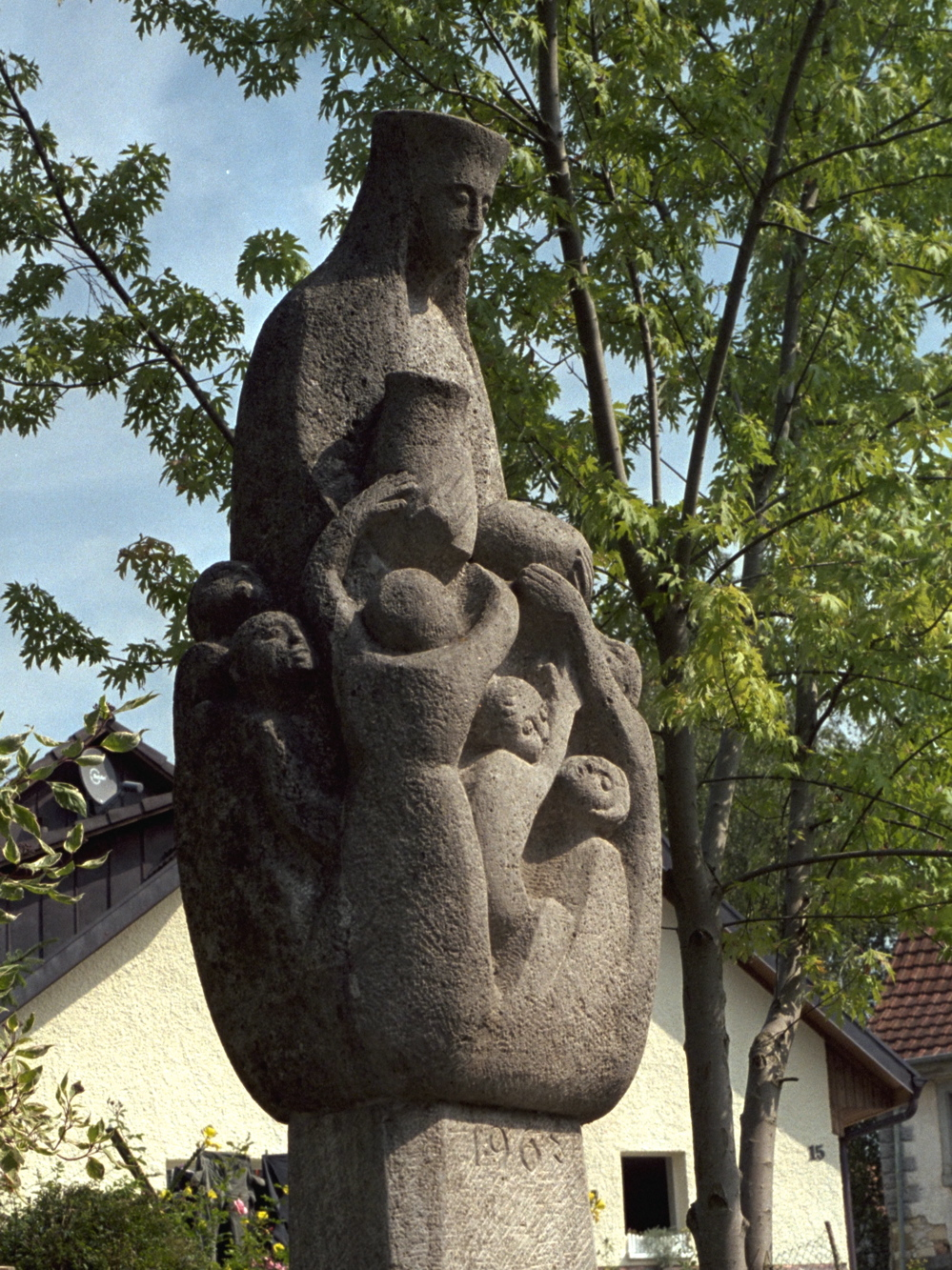
Skulptur der Heiligen vor der Kirche von Bühl. Werk von Siegfried Fricker

## Hl. Hixta und Hl. Eglisius
Eine Tochter der Hl. Notburga von Bühl war die Hl. Hixta (auch Dixta oder Hirta), und sie wurde in Jestetten (Landkreis Waldshut) als Heilige verehrt. Eine ihr geweihte Kapelle stand im Garten des ehemaligen Pfarrhauses. Die Kapelle wurde 1833 abgetragen.
Ein Sohn war der Hl. Eglisius, er wird mit der Schweizer Stadt Eglisau (Kanton Zürich) in Verbindung gebracht.

## Wallfahrt
Bald nach ihrem Tod begannen die Menschen, an ihr Grab in Bühl zu wallfahren. Angerufen wird sie in Zeiten der Trockenheit sowie von Frauen und Müttern in Not. Die Pfarrgemeinde Bühl feiert das Notburgafest alljährlich am 26. Januar. Der Bildhauer und Holzschnitzer Johann Josef Auer schuf 1718 den Notburgaaltar und die Skulptur der Notburga mit ihren neun Kindern.